# Helena Drdová
Helena Drdová (* 25. května 1946 Tábor) je česká sochařka, výtvarnice a pedagožka.

## Životopis
Helena Drdová se narodila 25. května 1946 v Táboře. Od roku 1962 studovala na Střední keramické škole v Bechyni, kde v roce 1966 úspěšně odmaturovala. Následně začala pracovat v tehdejším Muzeu husitského revolučního hnutí.
V roce 1968 začala studovat na Filozofické fakulty Univerzity Palackého v Olomouci, kde byli jejími obory výtvarná výchova a čeština. Školu úspěšně dokončila v roce 1973.
Po absolvování školy začala vyučovat na táborském gymnáziu. Později začala pracovat Husitské muzeu, kde restaurovala sochy. V muzeu pracovala až do roku 2010. Od 80. let 20. století pořádá pravidelné výstavy svých děl. Známá se stala ilustrací knihy Nepohádka o rytířích sedlácích a tovaryších z 15. století spisovatele Miloše Drdy.
Je vdaná a má dvě dcery.